# 21-acetossi-pregnenolone
Il 21-Acetossi-pregnenolone è un composto chimico di formula {\displaystyle {\ce {C23H34O4}}} che a temperatura ambiente si presenta come una polvere cristallina bianca, inodore.

## Storia
Il composto è conosciuto dagli anni '50.

## Caratteristiche strutturali e fisiche
Il composto presenta le seguenti caratteristiche:
- 27 atomi pesanti
- un donatore di legami a idrogeno
- 4 accettori di legami a idrogeno
- 4 legami ruotabili
- 7 elementi stereogenici
- massa monoisotopica = 374.24570956 g/mol
- superficie polare = 63.6Å²
- sezione d'urto [M+H]+ = 154,4 Å²
- sezione d'urto [M+Na]+ = 185,12 Å²
- sezione d'urto [M+K]+ = 187,02 Å²
- sezione d'urto [M+H-H2O]+ = 188,71 Å²

## Reattività e caratteristiche chimiche
Si tratta dell'estere acetato C21 del prebediolone lievemente solubile in cloroformio e metanolo.

### Spettri analitici
- spettro 1H NMR: massimo picco assorbimento a 5,35 ppm[5]
- spettro 13C NMR: picchi d'assorbimento a 31,8 ppm, 31,5 ppm e 36,5 ppm[6]
- spettro GC-MS: 117 picchi totali, i principali a 43, 301 e 255 m/z[7]
- spettro LC-MS: 5 picchi principali a 159,116272, 145,099701, 183,116928, 133,100327 e 279,208801 m/z[8]
- spettro FTIR: 2 picchi principali tra 1715 e 1765 cm-1[9]
- spettro ATR-IR: picco principale tra 1170 e 1240 cm-1[10]
- spettro Raman: picco compreso tra 2859 e 3000 cm-1[11]

## Farmacologia e tossicologia

### Effetti del composto e usi clinici
Usato nel trattamento delle artropatie, specialmente croniche.

### Tossicologia
Il composto è classificato come un potenziale interferente endocrino.

## Applicazioni
Viene utilizzato come intermedio nella sintesi del 21-acetossiprogesterone.